# Batalion KOP „Rokitno”
Batalion KOP „Rokitno” – pododdział piechoty, podstawowa jednostka taktyczna Korpusu Ochrony Pogranicza.

## Geneza
Do czasu zakończenia wojny polsko-bolszewickiej, czyli do jesieni 1920, wschodnią granicę państwa polskiego wyznaczała linia frontu. Dopiero zarządzeniem z 6 listopada 1920 utworzono Kordon Graniczny Ministerstwa Spraw Wojskowych. W połowie stycznia 1921 zmodyfikowano formę ochrony granicy i rozpoczęto organizowanie Kordonu Granicznego Naczelnego Dowództwa WP. Obsadzony on miał być przez żandarmerię polową i oddziały wojskowe. Latem 1921 ochronę granicy wschodniej postanowiło powierzyć Batalionom Celnym.  W Rokitnie rozmieszczono dowództwo i pododdziały sztabowe 24 batalionu celnego. 
W drugiej połowie 1922 przeprowadzono kolejną reorganizację organów strzegących granicy wschodniej. 1 września 1922 bataliony celne przemianowano na bataliony Straży Granicznej. W rejonie odpowiedzialności przyszłego batalionu KOP „Rokitno” służbę graniczną pełniły pododdziały 24 batalionu Straży Granicznej.
Już w następnym zlikwidowano Straż Graniczną, a z dniem 1 lipca 1923 pełnienie służby granicznej na wschodnich rubieżach powierzono Policji Państwowej. 
W sierpniu 1924 podjęto uchwałę o powołaniu Korpusu Ochrony Pogranicza – formacji zorganizowanej na wzór wojskowy, a będącej etacie Ministerstwa Spraw Wewnętrznych.

## Formowanie i zmiany organizacyjne
Na posiedzeniu Politycznego Komitetu Rady Ministrów, w dniach 21-22 sierpnia 1924, zapadła decyzja powołania Korpusu Wojskowej Straży Granicznej. 12 września 1924 Ministerstwo Spraw Wojskowych wydało rozkaz wykonawczy w sprawie utworzenia Korpusu Ochrony Pogranicza, a 17 września instrukcję określającą jego strukturę. W drugim etapie organizacji KOP, w terminie do 1 marca 1925, sformowano 5 Brygadę Ochrony Pogranicza, a w jej składzie 18 batalion graniczny. Podstawą formowania był rozkaz Ministra Spraw Wojskowych nr 1600/tjn./O.de B/25. Jednostką formującą był 50 pułk piechoty . Długość ochranianego przez batalion odcinka granicy wynosiła 108 kilometrów, przeciętna długość pododcinka kompanijnego to 35 kilometrów, a strażnicy 7 kilometrów. Odległość dowództwa batalionu od dowództwa brygady wynosiła 155 kilometrów.
W lipcu 1929 przyjęto zasadę, że bataliony przyjmą nazwę miejscowości będącej miejscem ich stacjonowania. Obok nazwy geograficznej, do 1931 stosowano również numer batalionu. W tym czasie batalion na uzbrojeniu posiadał 740 karabinów Berthier wz.1916, 52 ręczne karabiny maszynowe Chauchat wz. 1915 i 8 ciężkich karabinów maszynowych wz.1925.

W 1930 batalion wszedł w skład pułku KOP „Sarny”.
W wyniku reorganizacji batalionu w 1931, w miejsce istniejących plutonów karabinów maszynowych, utworzono kompanię karabinów maszynowych. Rozwinięto też kadry kompanii szkolnej do pełnoetatowej kompanii odwodowej. Po przeprowadzonej reorganizacji „R.2”, batalion składał się z dowództwa batalionu, plutonu łączności, kompanii karabinów maszynowych, kompanii odwodowej i trzech kompanii granicznych.
W listopadzie 1936 batalion etatowo liczył 21 oficerów, 73 podoficerów, 26 nadterminowych i 627 żołnierzy służby zasadniczej.
Rozkazem dowódcy KOP z 23 lutego 1937 została zapoczątkowana pierwsza faza reorganizacji Korpusu Ochrony Pogranicza „R.3”. Batalion otrzymał nowy etat. Był jednostką administracyjną dla dowództwa pułku KOP „Sarny”, kompanii odwodowej pułku KOP „Sarny”, szwadronu kawalerii KOP „Rokitno”, placówki wywiadowczej KOP nr 7, posterunku żandarmerii przy pułku KOP „Sarny”, posterunku żandarmerii KOP „Rokitno”, komendy rejonu pw KOP „Polesie”, komendy powiatu pw KOP „Sarny” i stacji gołębi pocztowych KOP „Sarny”
Z dniem 15 maja 1939 batalion stał się oddziałem gospodarczym. Stanowisko kwatermistrza batalionu przemianowane zostało na stanowisko zastępcy dowódcy batalionu do spraw gospodarczych, płatnika na stanowisko oficera gospodarczego, zastępcy oficera materiałowego dla spraw uzbrojenia na zbrojmistrza, zastępcy oficera materiałowego dla spraw żywnościowych na oficera żywnościowego.
Zmobilizowany w 1939 batalion został włączony w struktury rezerwowej 38 Dywizji Piechoty jako II batalion 97 pułku piechoty, dzieląc losy innych jednostek Armii „Karpaty”.
Po odejściu batalionu przeznaczonego dla 38 Dywizji Piechoty garnizon jednostki w Rokitnie wyposażył i doprowadził do stanu etatowego (poprzez wcielenie nowych rekrutów i rezerwistów) jednostkę na nowo od podstaw. Batalion wszedł w skład pułku KOP „Sarny”. Po odtworzeniu ochraniał granicę z ZSRR o długości 112,896 km. Od 17 września 1939 brał udział w obronie ówczesnej wschodniej granicy państwa przed radzieckim agresorem.

## Służba graniczna
Batalion graniczny był podstawową jednostką taktyczną Korpusu Ochrony Pogranicza przeznaczoną do pełnienia służby ochronnej na powierzonym mu odcinku granicy polsko-radzieckiej, wydzielonym z pasa ochronnego brygady. Odcinek batalionu dzielił się na pododcinki kompanii, a te z kolei na pododcinki strażnic, które były „zasadniczymi jednostkami pełniącymi służbę ochronną”, w sile półplutonu. Służba ochronna pełniona była systemem zmiennym, polegającym na stałym patrolowaniu strefy nadgranicznej i tyłowej, wystawianiu posterunków alarmowych, obserwacyjnych i kontrolnych stałych, patrolowaniu i organizowaniu zasadzek w miejscach rozpoznanych jako niebezpieczne, kontrolowaniu dokumentów i zatrzymywaniu osób podejrzanych, a także utrzymywaniu ścisłej łączności między oddziałami i władzami administracyjnymi. Batalion graniczny KOP „Rokitno” w 1934 ochraniał odcinek granicy państwowej szerokości 113 kilometrów 650 metrów. Po odtworzeniu w 1939, batalion ochraniał granicę długości 112 kilometrów 896 metrów.
Bataliony sąsiednie:
- 17 batalion KOP „Dawidgródek” ⇔ 2 batalion KOP „Bereźne”

## Walki batalionu
Walki o strażnice:

Batalion graniczny mjr. Wojciechowskiego 17 września zaatakowany został przez pododdziały 15 Korpusu Strzeleckiego komdiwa Piotra Fiłatowa. Zadaniem korpusu było zdobycie Sameńskiego Odcinka Umocnionego na Słuczy. Na linii strażnic uderzyły pododdziały 18. i 19. Oddziału Wojsk Pogranicznych NKWD.
3 kompania graniczna „Wojtkiewicze” 17 września nie była atakowana. Poszczególne strażnice wycofały się do m.p. kompanii. Ze strażnicy „Dwór” trzej żołnierze w tym podoficer zdezerterowali i przeszli granicę na kierunku sowieckiej strażnicy „Uroczyska Dalninskoje”. Opuszczone strażnice zajął 18 września około 10:00 sowiecki 18 Oddział Pograniczny.
Na kierunku 2 kompanii granicznej „Białowiż” sowieci przejawiali niewielką aktywność. Strażnice wycofały się bez walki w kierunku m.p. kompanii, a potem, na rozkaz dowódcy batalionu, do Rokitna. Zdezerterował oficer kompanii. Wraz z żoną zgłosił się na sowiecką strażnicę „Łozińce” i przekazał stronie sowieckiej poufne informacje.
1 kompanię graniczną „Ostki” zaatakowały pododdziały z 60 DS i 19 Oddziału Wojsk Pogranicznych. Strażnice „Dubno”, „Budki Snowidowskie” i „Ostrówek” zostały zdobyte. Strażnica „Serebranka” wycofała się. O strażnicy „Jamcowa Niwa” nie ma informacji.
Pododdziały zgrupowane w Rokitnie w godzinach południowych 17 września rozpoczęły wycofywanie się w kierunku Sarn. W godzinach popołudniowych zostały zaatakowane przez batalion rozpoznawczy 60 Dywizji Strzeleckiej. Po krótkiej potyczce sowieci nie podjęli pościgu. W godzinach wieczornych do miasta wkroczyły oddziały Armii Czerwonej uwalniając 64 jeńców niemieckich.
W walkach odwrotowych z Armią Czerwoną:

Na wiadomość o wkroczeniu Armii Czerwonej, dowódca KOP gen. bryg. Wilhelm Orlik-Rückemann wydał 17 września w Dawidgródku rozkaz stawienia oporu i jednoczesnej koncentracji batalionów na zapleczu fortyfikacji na rzece Słucz, w rejonie Moroczna, Lubieszowa i Siedliszcza. Koncentracja miała być realizowana pod osłoną fortyfikacji obsadzonych przez pułk KOP „Sarny”.
Wycofujący się z dotychczas zajmowanych pozycji batalion graniczny „Rokitno”, mimo uszczuplonych stanów w związku z poniesionymi stratami w walkach na linii strażnic, zdołał dotrzeć na linię umocnień i zająć pozycje. Obsadził prawdopodobnie rejon m. Ładyna. Batalion utrzymał swoje pozycje do 19 września. Około godziny 14:00 dowódca pułku ppłk Sulik wydał rozkaz opuszczenia fortyfikacji.
Batalion maszerował w kolumnie północnej dowodzonej przez ppłk. Sulika. W jej składzie maszerowały także: batalion forteczny KOP „Sarny”, batalion piechoty mjr. Balcerzaka. Kolumna szła w kierunku na Rafałówkę.
Ostatecznie, w rejonie Kuchecka Wola-Kuchcze-Chrapin-Moroczno, zebrało się około 8700 żołnierzy, w tym blisko 300 oficerów. Na podstawie rozkazu gen. bryg. Orlika-Rückemanna powstało tu improwizowane Zgrupowanie KOP. Batalion wszedł w jego skład.
26 września, w rejonie wsi Borki, doszło do walk ubezpieczenia marszowego z sowieckim oddziałem zwiadowczym. Polska bateria artylerii zniszczyła 6 samochodów rozpoznawczych. Idące na czele grupy południowej bataliony „Bereźne” i „Rokitno”, wsparte ogniem dywizjonu mjr. Czernika, w godzinach nocnych z 26 na 27 września rozbiły bojówki dywersyjne, które wcześniej zdobyły Ratno. Batalion przeszedł przez Ratno osiągając rano 27 września rejon Krymna.
Kontynuując marsz w ciągu nocy z 27 na 28 września, poszczególne pododdziały osiągnęły las na wschód i południowy wschód od Szacka. W tym czasie nagminne stawały się dezercje żołnierzy pochodzących z terenów wschodnich.
Dowódca zgrupowania postanowił zdobyć Szack. W ciągu nocy z 27 na 28 września pododdziały wyszły na pozycję wyjściowe do natarcia. W pierwszym rzucie miał nacierać batalion KOP „Bereźne” i „Rokitno” oraz kompania „Tyszyca”. Lewe skrzydło zabezpieczał szwadron KOP „Bystrzyce”. Od strony Mielnik atakować miały pododdziały Brygady KOP „Polesie”. Za pododdziałami pierwszorzutowymi znajdowały się pododdziały specjalne i tyłowe. Stanowisko dowodzenia rozwinięto w Borowie.
Szack został zdobyty.
Sowieci zawrócili 112 ps z 1/158 pułku artylerii lekkiej z marszu na Ołtusz, a 205 ps otrzymał zadanie uderzenia na Szack. O miasto po raz kolejny rozgorzały ciężkie walki. Wykorzystując zamieszanie w wojskach sowieckich, pododdziały ppłk. Sulika nocą przeszły przez Szack i rankiem 29 września przeprawiły się przez brody na Bugu. Część sprzętu pozostawiono na wschodnim brzegu, uprzednio go niszcząc. Po przekroczeniu rzeki, ześrodkowały się na wschód i południe od Kosynia
30 września dowódca zgrupowania przeprowadził kolejną reorganizację grupy. Pułk KOP „Sarny" składał się z trzech słabych liczebnie batalionów, które prezentowały jednak stosunkowo dużą wartość bojową.
O 17:00 grupa wymaszerowała do lasów koło Parczewa. W nocy 1 października, pod osłoną batalionu „Rokitno”, tabory i batalion „Bereźne” przeszły szosę Włodawa-Trawniki. Batalion „Rokitno” pomaszerował w kierunku Wólki Wytyckiej. Straż tylna zgrupowania, batalion „Polesie”, maszerował po osi Hańsk-Wytyczno.
1 października rozpoczął walkę ze zgrupowaniem KOP sowiecki 253 pułk strzelecki z 45 DS. Wzmocniony czołgami i artylerią pułk uderzył wzdłuż szosy na zachodnią część Wytyczna. Zgrupowanie przyjęło walkę. Batalion „Rokitno” zajmował obronę w zachodniej części Wytyczna, frontem na południe. Batalion „Sarny” był rozwinięty na wschód od Wólki Wytyckiej frontem na południe. Bateria armat 75 mm zajęła stanowiska ogniowe w lesie koło Wólki Wytyckiej, a tabory i szwadron kawalerii KOP w lesie na północ od Lipniaka.
W walkach poniósł ciężkie straty batalion „Rokitno”. Batalion musiał się też wycofać z części miasta. W tym przypadku batalion „Polesie” otrzymał zadanie uderzyć na skrzydło nacierającego nieprzyjaciela. Zmęczeni żołnierze, mimo prób poderwania go do ataku przez dowodzącego batalionem ppłk. Dyszkiewicza oraz ppłk. Jurę, nie ruszyli do natarcia, a poszczególne grupy żołnierzy poddawały się.
Dowódca pułku „Sarny” ocenił, że nie utrzyma pozycji zajmowanych przez bataliony „Rokitno” i „Sarny”. W tej sytuacji gen. Orlik-Rückemann zdecydował, że o 12:00 zgrupowanie zakończy walkę i oderwie się od nieprzyjaciela w kierunku na lasy koło Sosnowicy.

## Struktura organizacyjna

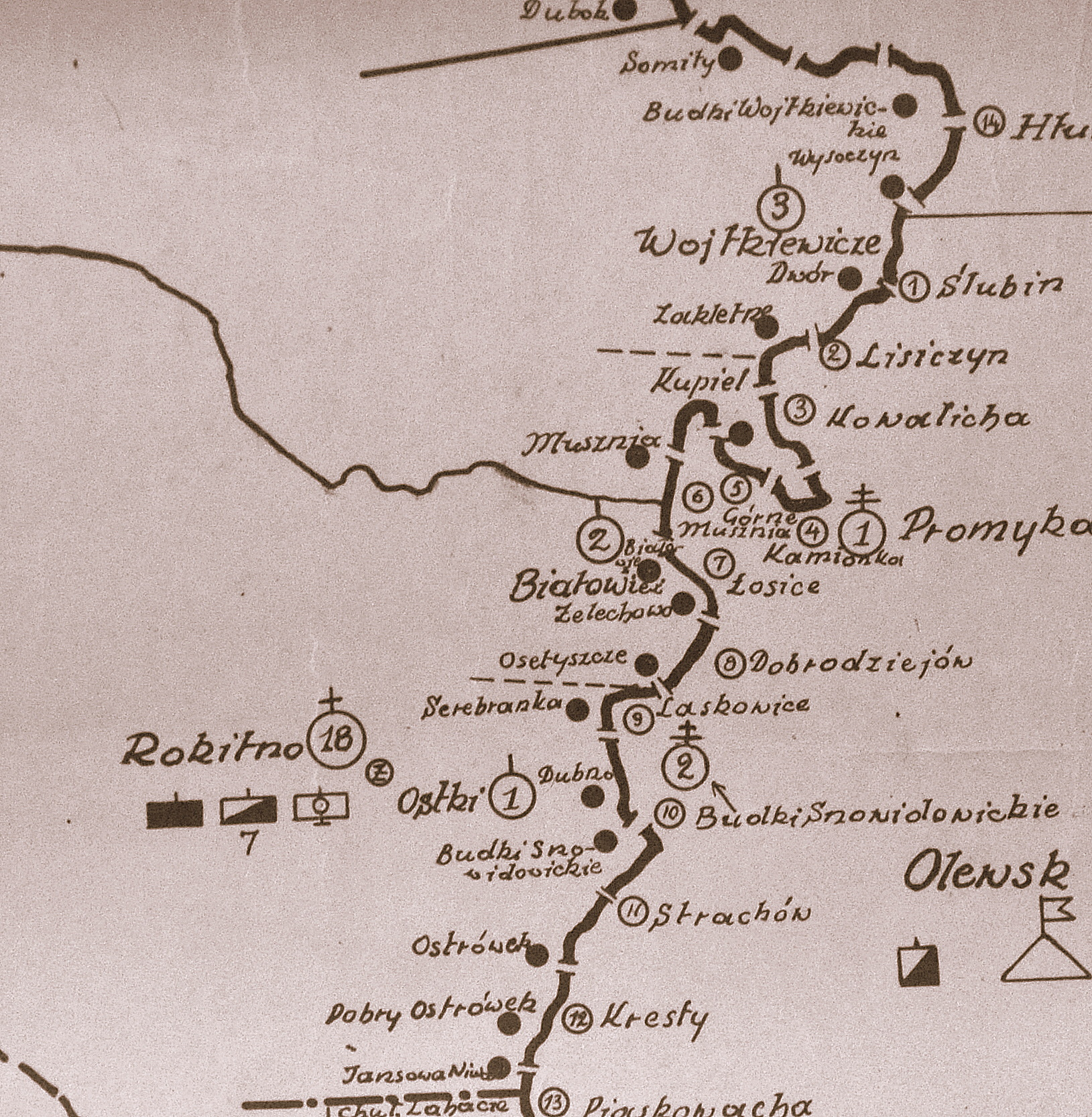
Rozmieszczenie batalionu KOP „Rokitno” w 1931

Organizacja batalionu w 1934:
- dowództwo batalionu
- pluton łączności
- kompania odwodowa
- kompania karabinów maszynowych
- 1 kompania graniczna KOP „Ostki”
- 2 kompania graniczna KOP „Białowiż”
- 3 kompania graniczna KOP „Wojtkiewicze”

Odtworzona struktura organizacyjna w 1939
- dowództwo batalionu
- kompania odwodowa
- kompania ckm
- pluton łączności
- 1 kompania graniczna KOP „Ostki”
- 2 kompania graniczna KOP „Białowiż”
- 3 kompania graniczna KOP „Wojtkiewicze”

## Żołnierze batalionu
| stopień           | imię i nazwisko      | okres pełnienia służby  | kolejne stanowisko            |
| ----------------- | -------------------- | ----------------------- | ----------------------------- |
| mjr piech.        | Edward Szmoniewski   | 25 II 1925 - 28 I 1931  | kwatermistrz 21 pp            |
| mjr piech.        | Jerzy Boski          | 28 I 1931 – 25 III 1934 | kwatermistrz 58 pp            |
| mjr piech.        | Jan Światkowski      | 25 III 1934 – 1935      | dowódca baonu KOP „Suwałki”   |
| mjr / ppłk piech. | Marceli Kotarba      | 4 II 1936 – II 1939     | dowódca baonu KOP „Borszczów” |
| mjr piech.        | p.o. Klemens Rzeppa  | od 15 II 1939           |                               |
| mjr piech.        | Maciej Wojciechowski | IX 1939                 |                               |

Obsada personalna we wrześniu 1928 :
- dowódca batalionu – mjr Edward Szymoniewski
- adiutant batalionu – kpt. Stanisław Piela
- kwatermistrz – mjr Czesław Józefczyk
- płatnik – por. gosp. Wacław Koszela
- oficer materiałowy – kpt. Walenty Rzucidło
- oficer żywnościowy – por. Franciszek Nowak
- oficer wywiadowczy – por. Antoni Bem
- lekarz – kpt. Henryk Mioduszewski
- oficer łączności – por. Henryk Niedziałkowski
- dowódca kompanii szkolnej – kpt. Józef Kulczycki
- dowódca 1 kompanii granicznej – kpt. Mieczysław Sokołowski
- dowódca 2 kompanii granicznej – kpt. Stanisław Gumowski
- dowódca 3 kompanii granicznej – kpt. Alfons Kubosz

Obsada personalna w październiku 1934 :
- dowódca batalionu – mjr Jan Światkowski
- adiutant batalionu – kpt. Kazimierz Sienkiewicz
- kwatermistrz – kpt. Władysław Kubrych
- oficer materiałowy – kpt. Augustyn Pachowicz
- oficer żywnościowy – por. Aleksander Kolendo
- płatnik – por. Władysław Ciecieręga
- lekarz – por. Jerzy Vogl
- dowódca plutonu łączności – por. Józef Pietrzak
- dowódca kompanii odwodowej – kpt. Józef Urbanik
- dowódca kompanii karabinów maszynowych – kpt. Marian Kokular
- dowódca 1 kompanii granicznej – kpt. Stefan Bojakowski
- dowódca 2 kompanii granicznej – kpt. Walerian Rzepecki
- dowódca 3 kompanii granicznej – kpt. Franciszek Schubert
- komendant PW „Sarny”– por. Stanisław Berak

Obsada personalna batalionu w marcu 1939:
- dowódca batalionu – mjr piech. Klemens Karol Maria Rzeppa
- adiutant – por. piech. Zygmunt Masiulanis[f]
- kwatermistrz – kpt. adm. (piech.) Jan Jarmiński
- oficer materiałowy – kpt. piech. Jan Czekański
- oficer ewidencji personalnej – por. piech. Jan Jakóbczyk
- lekarz – kpt. lek. dr Kazimierz Józef Szulc
- oficer płatnik – kpt. int. Władysław Ciecieręga
- dowódca 1 kompanii granicznej – kpt. piech. Alfred Jan Szmidt[g]
- dowódca plutonu – por. piech. Wojciech Zdeb
- dowódca 2 kompanii granicznej – por. piech. Szymon Bołtruczuk[h]
- dowódca plutonu – por. piech. Stanisław Andrzej Stadnik
- dowódca 3 kompanii granicznej – por. piech. Czesław Marek Barylewski[i]
- dowódca plutonu – por. piech. Tadeusz Ludwik Celling
- dowódca kompanii odwodowej – kpt. piech. Bolesław Ścigaj[j]
- dowódca plutonu – por. piech. Paweł Filip Łada
- dowódca kompanii karabinów maszynowych – kpt. piech. Mieczysław Józef Szczepański[k]
- dowódca plutonu – por. piech. Władysław Turowski
- dowódca plutonu łączności – por. piech. Stanisław Idziak[l]

### Żołnierze batalionu – ofiary zbrodni katyńskiej
Biogramy zamordowanych znajdują się na stronie internetowej Muzeum Katyńskiego
| Nazwisko i imię      | stopień   | zawód             | miejsce pracy przed mobilizacją            | zamordowany |
| -------------------- | --------- | ----------------- | ------------------------------------------ | ----------- |
| Urbanik Józef        | kapitan ? | żołnierz zawodowy |                                            | Katyń       |
| Jakóbczyk Jan        | porucznik | żołnierz zawodowy | oficer ewidencji personalnej baonu Rokitno | ULK         |
| Turowski Władysław ? | porucznik |                   |                                            | ULK         |